# Dinoryctes truncaticollis
Dinoryctes truncaticollis är en skalbaggsart som beskrevs av Leon Fairmaire 1894. Dinoryctes truncaticollis ingår i släktet Dinoryctes och familjen Dynastidae. Inga underarter finns listade i Catalogue of Life.